# Prieuré Saint-Thomas d'Amboise
Le prieuré Saint-Thomas est un ancien prieuré fondé au XIIe siècle dans la ville d'Amboise, dans le département français d'Indre-et-Loire.
Ses vestiges du XVIe siècle sont inscrits comme monuments historiques en 1949.

## Localisation
Le prieuré se trouve au sud du parc du château du Clos Lucé, en bordure de la route de Montrichard.

## Histoire
Le prieuré est fondé en 1107 à l'initiative d'Hugues Ier d'Amboise, seigneur de Touraine ; il est ensuite rattaché à l' abbaye bénédictine de Pontlevoy.
Les façades des bâtiments préservés ainsi que le pigeonnier sont inscrits comme monuments historiques par arrêté du 14 septembre 1949.

## Description
Il subsiste de ce prieuré deux bâtiments du XVIe siècle constituant peut-être le logement du prieur ainsi qu'une fuye et quelques vestiges de la chapelle inclus dans un édifice récent.
Le premier bâtiment se signale par ses baies à meneaux de pierre tandis que la façade septentrionale du second bâtiment, au-dessus d'un rez-de-chaussée en maçonnerie, présente un étage à pans de bois. La fuye, sur plan carré, possède une toiture pyramidale.

## Pour en savoir plus